# Thornton (Lancashire)
Thornton (gemeinsam mit dem benachbarten Dorf Cleveleys als Thornton-Cleveleys bekannt) ist ein Dorf in der Fylde in Lancashire, North West England und liegt etwa sechs Kilometer nördlich von Blackpool und drei Kilometer südlich von Fleetwood. Es liegt im Borough of Wyre. Die beiden Dörfer Thornton und Cleveleys sind durch die Victoria Road miteinander verbunden.

## Geschichte
Thornton wurde im Domesday Book 1086 erstmals erwähnt, dort unter dem Namen Torentum. Damit war ein großes dünnbesiedeltes Gebiet gemeint, in dem heute auch Cleveleys und Fleetwood liegen. Man geht davon aus, dass seit der Eisenzeit an der Stelle eine Siedlung existiert hat; eine römische Landstraße führt nahe an dem Dorf vorbei. Das Gebiet blieb bis 1799 schwach bewohnt, erst dann wurde das Marschland um das Dorf trockengelegt und Landwirtschaft konnte in einem größeren Maße betrieben werden.
Die Eisenbahnstation wurde 1865 in Thornton in Betrieb genommen. Die Eröffnung eines Salzbergwerkes im nahegelegenen Burn Naze durch die United Alkali Company führte zu Beginn der 1890er-Jahre zu einer deutlichen Erweiterung des Dorfes; neue Häuser und kommunale Bauwerke wurden errichtet. Thornton wurde 1900 zu einem Urban District Council, der bis 1974 bestand, als Thornton in den Wyre Borough Council eingegliedert wurde.

## Verkehr
Die Bahnstation war ursprünglich der wichtigste Zwischenstopp auf der Fleetwood Branch Line der LMS/British Rail London Midland Region Railway, die von Poulton-le-Fylde kommt, doch die Station ist seit Jahren außer Betrieb. Allerdings versucht eine Bürgerinitiative in Poulton eine Machbarkeitsstudie zu finanzieren, die eine Wiederinbetriebnahme des Eisenbahnverkehrs nach Thornton und Fleetwood prüfen soll.

## Bauwerke
Die 1794 erbaute Marsh Mill, eine große, gut erhaltene Turmwindmühle, ist eine weit sichtbare Landmarke. Ihr Bau wurde von Bold Hesketh, dem Onkel von Peter Hesketh, beauftragt, der später eine wesentliche Rolle bei der Erweiterung von Fleetwood spielte.
In Thornton gibt es mehrere Schulen: Baines Endowed Primary School, Thornton Primary School, Stanah County Primary School, Royles Brook Primary School und Millfield Science and Performing Arts College. Außerdem gibt es eine kleine öffentliche Bibliothek.

## Bekannte Bewohner Thorntons
- Alan Taylor, früherer Profi-Fußballtorhüter
- William Lavery, früherer Profi-Fußballspieler

## Galerie

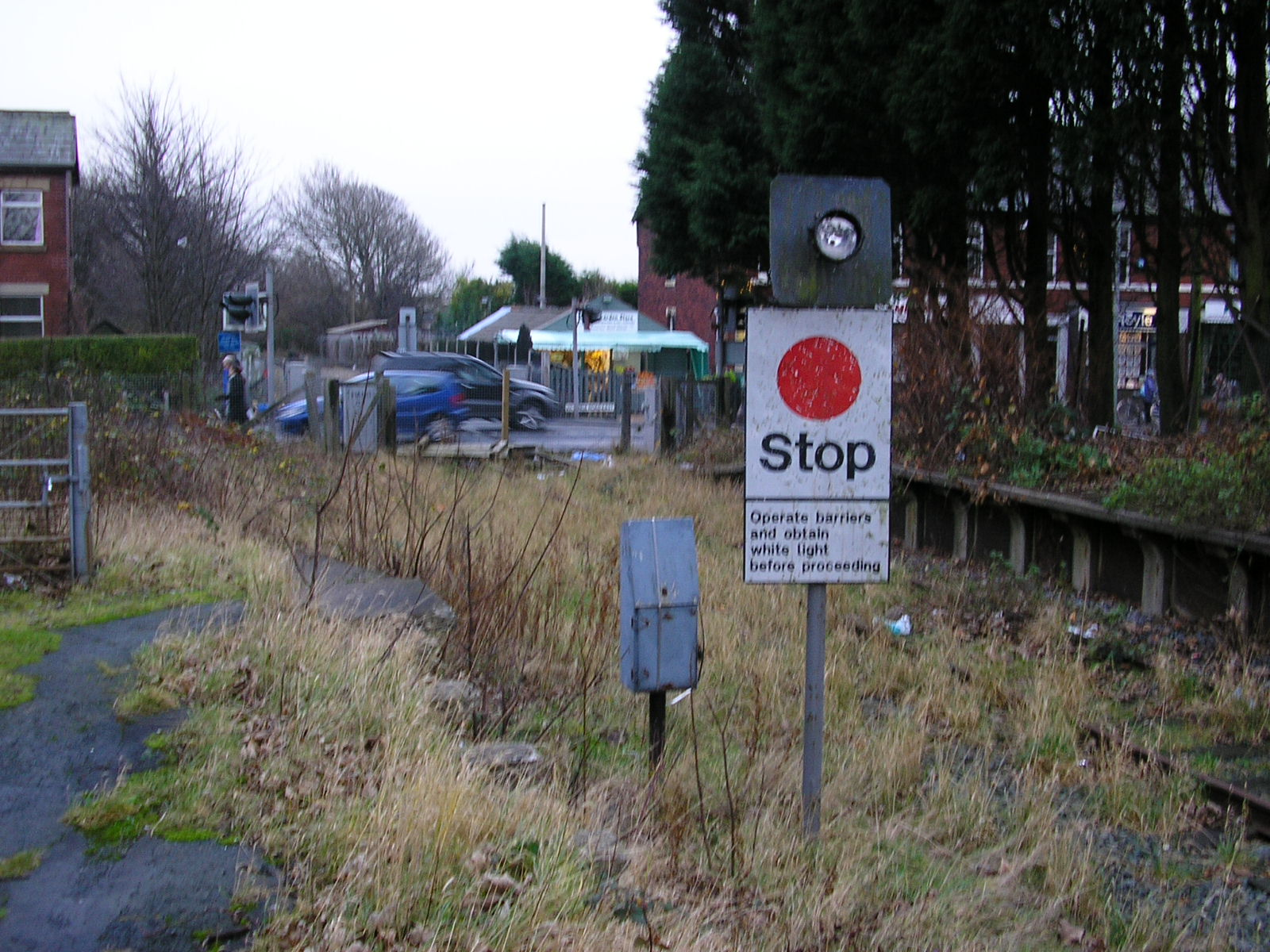
Stätte der früheren Bahnstation Thornton for Cleveleys
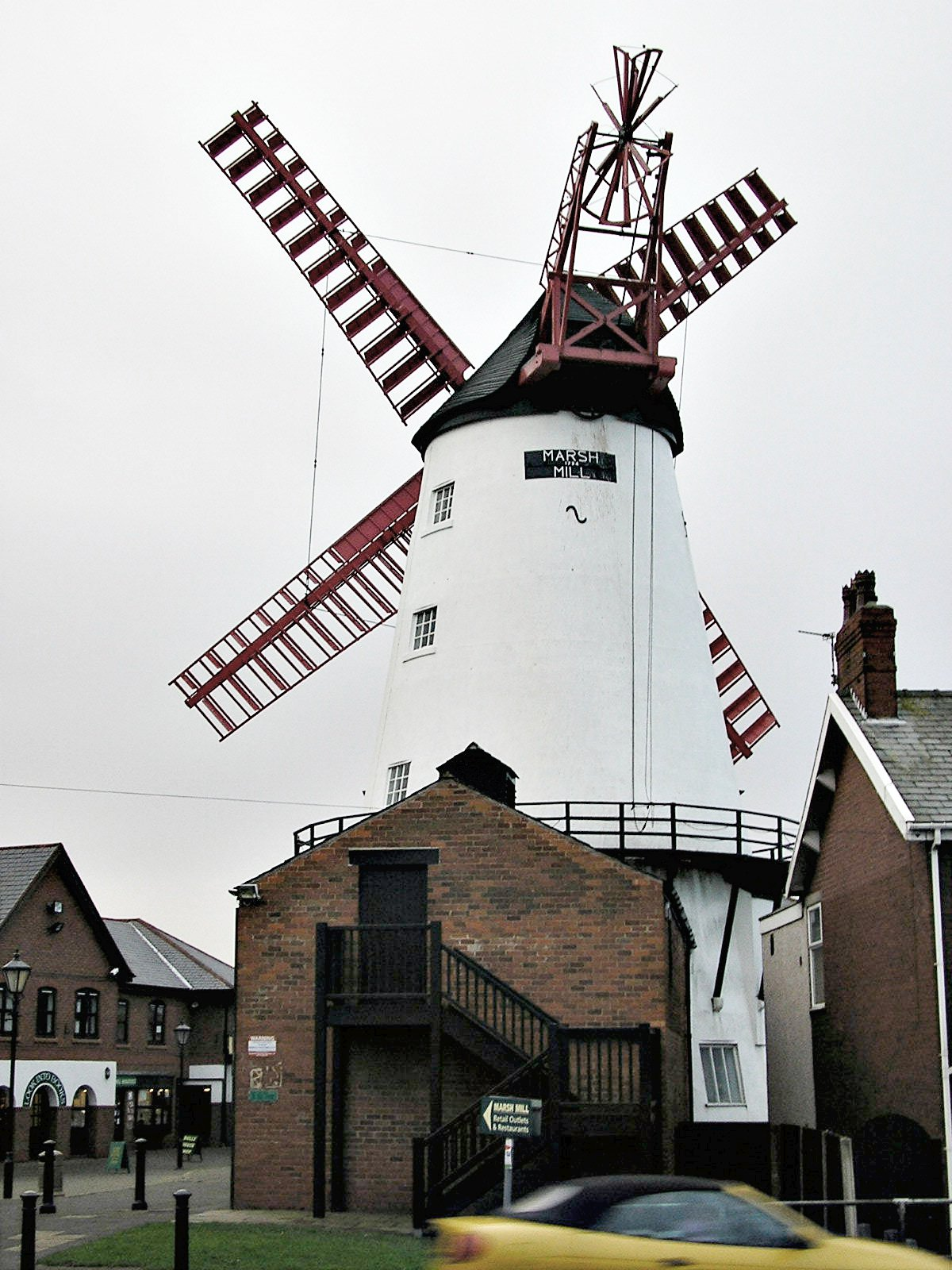
Marsh Mill, an der Fleetwood Road
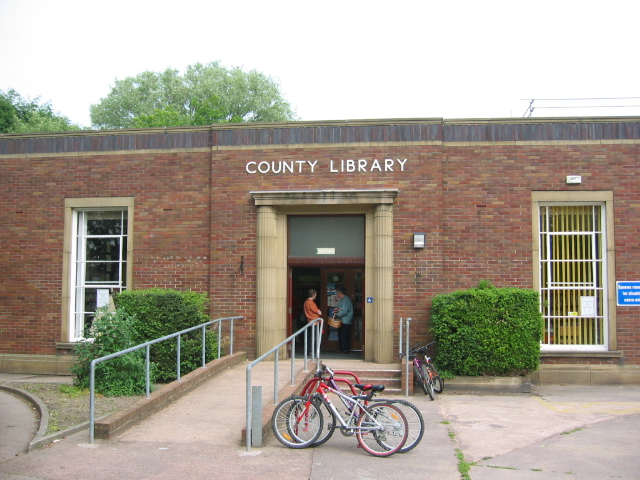
Thornton Library, bei Four Lane Ends